# Artemisia moorcroftiana
Artemisia moorcroftiana là một loài thực vật có hoa trong họ Cúc. Loài này được Wall. ex DC. mô tả khoa học đầu tiên.